# Sint-Petrus'-Bandenkerk (Diemen)
Sint-Petrus'-Bandenkerk is een kerk aan de Hartveldseweg 25 in het Noord-Hollandse Diemen. De driebeukige hallenkerk uit 1910 staat op nagenoeg rechthoekig grondplan en heeft een zadeldak voorzien van steekkappen. 

## Kerk
In de 13e eeuw lag in Diemen de Sint-Petrus parochie. De kerk stond het kerkhof Gedenk te Sterven. Na de hervorming week men uit naar Over-Diemen. Eerst gebruikte men een boerenschuur en later een schuilkerk die was toegewijd aan Sint Petrus' Banden (Banden=boeien). Eind 18e eeuw werd aan de Hartveldseweg 23 de schuilkerk De Hoop gebouwd. 
Aangezien De Hoop rond 1900 te klein werd bouwde men in 1910 deze kerk met een neoromaanse toren. In de top van het portaal bevindt zich, evenals in de voorgevel, een veelkleurig driehoekig tegeltableau met een pauselijk wapen, vermoedelijk van Paus Pius X (paus van 1903 tot 1914). 
Het gebouw is sinds 1998 als rijksmonument opgenomen op de monumentenlijst.

## Interieur
Het interieur van deze kerk is in de jaren 1960 versoberd en gemoderniseerd. In de kerk bevindt zich een orgel uit 1918 dat oorspronkelijk gebouwd was voor het Juvenaat in Bergen op Zoom. Het orgel is diverse malen uitgebreid. Het orgel is gemaakt door Bernard Pels en hij maakte gebruik van ouder pijpwerk en orgelkas van een instrument van Maarschalkerweerd uit ca. 1890. Het orgel werd diverse malen uitgebreid en in 1986 is het door Adema-Schreurs overgeplaatst naar Diemen.

## Overige
In 1929 plaatste men het grote Heilig Hartbeeld. Het kerkhof werd aangelegd in 1827.

## Foto's

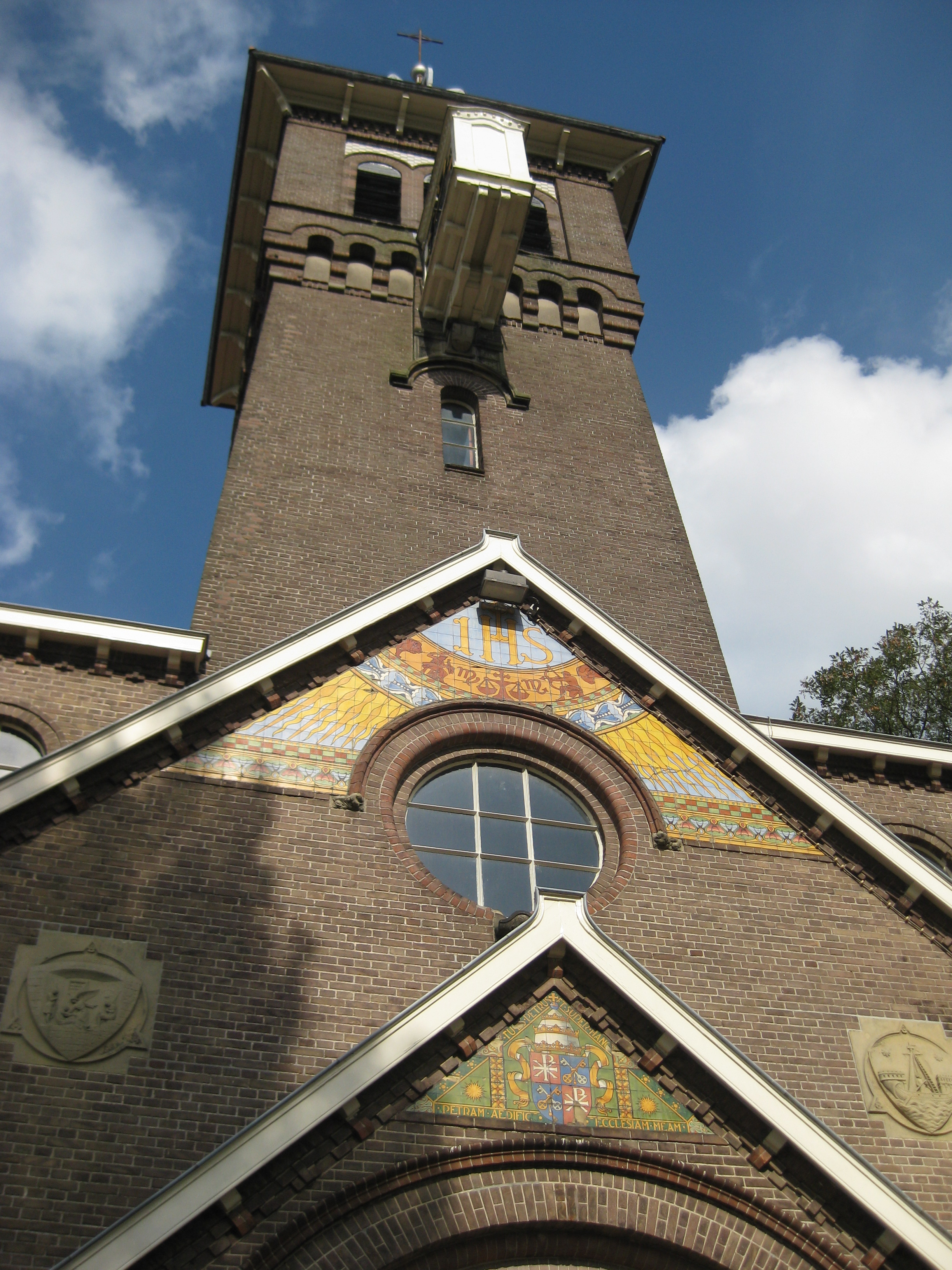
Detail ingang
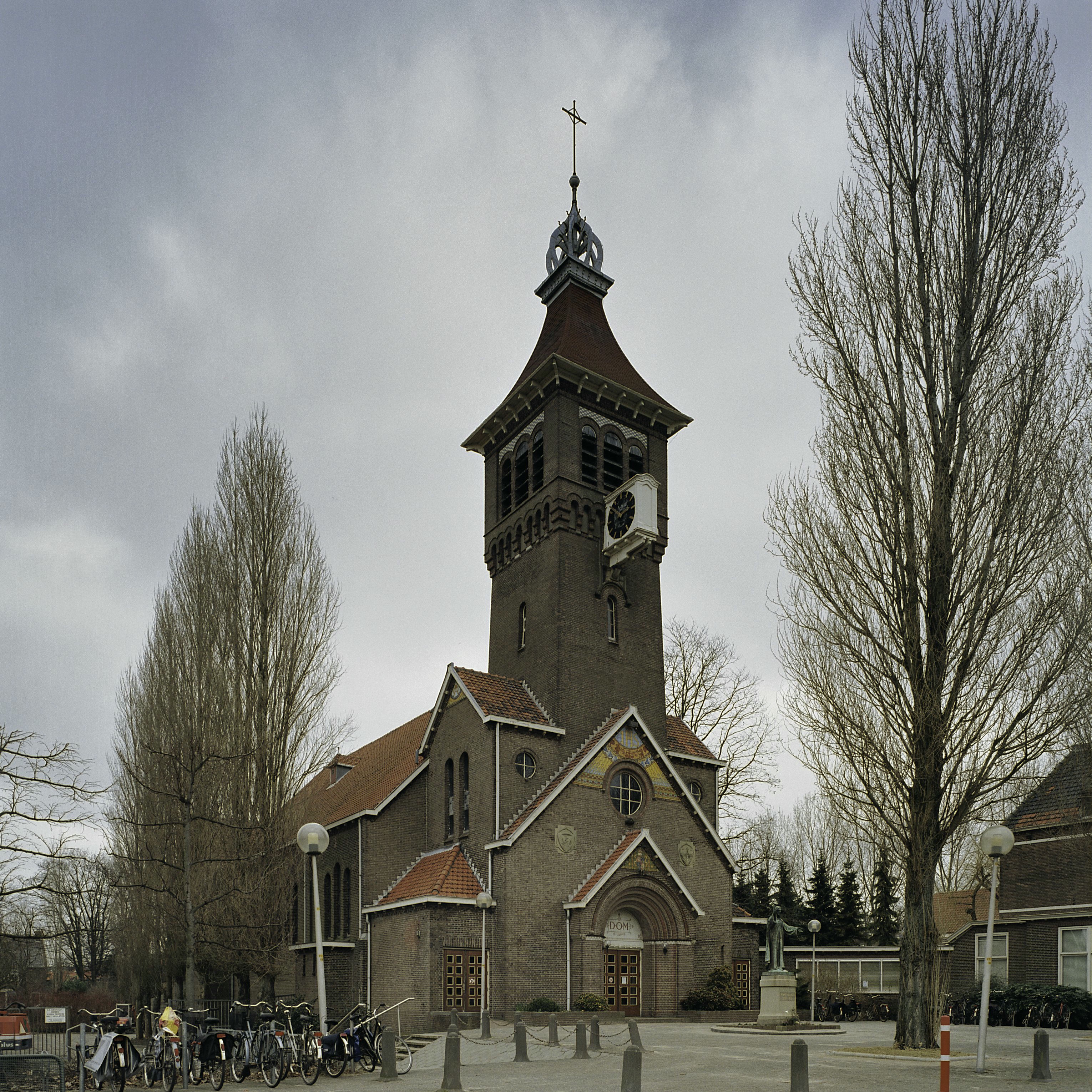
Overzicht westgevel met ingangsportaal en kerktoren
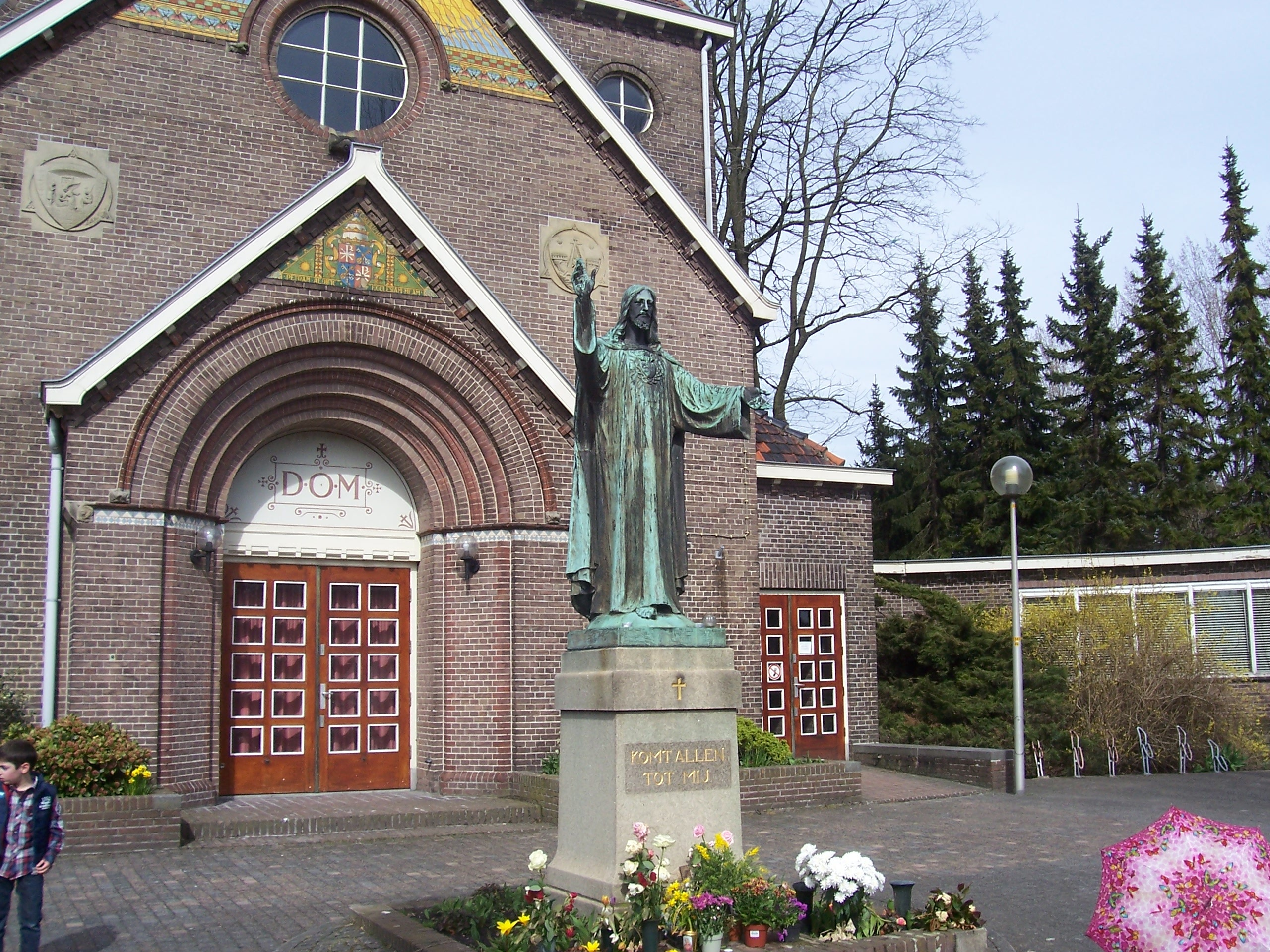
Heilig Hartbeeld voor de kerk